# أنطوان كاميلري
أنطوان كاميلري (بالإنجليزية: Antoine Camilleri)‏ هو كاهن كاثوليكي ودبلوماسي مالطي، ولد في 20 أغسطس 1965 في سليمة في مالطا.